# Авраменко Сергій Григорович
Сергі́й Григо́рович Авра́менко (нар. 24 серпня 1977, Колядинець, Сумська обл. — пом. 3 вересня 2014, Старобільськ, Луганська обл.) — український військовик, учасник російсько-української війни.

## Життєпис
Народився 1977 року в селі Колядинець (Липоводолинський район, Сумська область). 1992 року закінчив 9 класів ЗОШ села Перехрестівка Роменського району; 1995 — професійне технічне училище № 40 села Синівка Липоводолинського району; здобув професію тракториста-машиніста. Проходив строкову військову службу в лавах ЗСУ. Працював в Державній пенітенціарній службі України, майже 14 років — молодший інспектор в Роменській виправній колонії № 56, село Перехрестівка. Останнім часом працював кінологом, 2011 року вийшов на пенсію. Їздив на заробітки до Києва.
Після отримання повістки одразу прибув для підготовки. Оператор-топогеодезист, 9-та батарея, 27-й реактивний артилерійський полк. Під час обстрілів, коли дзвонила дружина, казав, що то навчання. Любов до тварин виявляв і на фронті — доглядав покинутих кота й собаку. Переважно займався автомеханікою, заміняв електрика. Побував у відпустці 25 серпня.
Уночі проти 4 вересня 2014 року загинув під час обстрілу з території РФ із РСЗВ «Смерч» базового табору 27-го полку біля Старобільська. Увечері того дня він додзвонився до брата дружини й повідомив: «Ти тільки не кажи дружині, але цю ніч ми не переживемо…»
Без Сергія залишились батьки, дружина Людмила та син Олександр.
Похований у селі Колісникове.

## Нагороди та вшанування
За особисту мужність і героїзм, виявлені у захисті державного суверенітету та територіальної цілісності України, вірність військовій присязі під час російсько-української війни, відзначений — нагороджений
- 27 червня 2015 року — орденом «За мужність» III ступеня (посмертно).
- у вересні 2015 року в Роменському відділку ДПСУ відкрито меморіальну дошку честі Сергія Авраменка.
- Його портрет розміщений на меморіалі «Стіна пам'яті полеглих за Україну» в Києві: секція 4, ряд 7, місце 4
- Вшановується в меморіальному комплексі «Зала пам'яті», в щоденному ранковому церемоніалі 3 вересня[3]